# Neola (Utah)
Neola es un lugar designado por el censo (census-designated place o CDP) en el condado de Duchesne, estado de Utah, Estados Unidos. Según el censo de 2000 la población era de 533 habitantes, con un pequeño incremento respecto a 1990, cuando contaba con 511 habitantes.

## Geografía
Neola se encuentra en las coordenadas 40°26′10″N 110°1′57″O / 40.43611, -110.03250.
Su código postal es el 84053.
Según la oficina del censo de Estados Unidos, el CDP tiene una usperficie total de 18,2 km². De los cuales 18,2 km² son tierra y el 0,14% están cubiertos de agua.
- Datos: Q2180873
- Multimedia: Neola, Utah / Q2180873